# Gare de Bromley North
La gare de Bromley North (en anglais : Bromley North railway station), est une gare ferroviaire terminus de la ligne de Bromley North (en), en zone 4 Travelcard. Elle  est située sur la Tweedy Road à Bromley, sur le territoire du  borough londonien de Bromley, dans le Grand Londres.
C'est une gare Network Rail desservie par des trains Southeastern de National Rail.

## Situation ferroviaire
Établie à 67 mètres d'altitude, la gare terminus de Bromley North est située sur la courte ligne de Bromley North (en) avant la gare de Sundridge Park, en direction du terminus de Grove Park. Elle dispose d'un quai central desservis par les deux voies de la ligne.

Plans : de la ligne et du réseau des transports à Londres
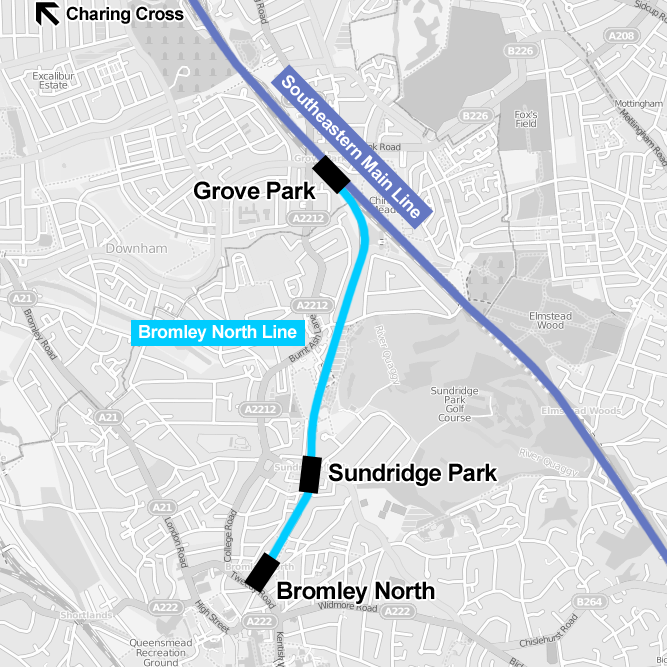
Ligne de Bromley north.
Réseaux de Londres.

## Histoire
La gare, alors dénommée Bromley, est mise en service le 1er janvier 1878. Elle est renommée Bromley North le 1er juin 1899.

## Service des voyageurs

### Accueil
La gare dispose d'une entrée principale sur la Tweedy Road à Bromley.

### Desserte
La gare de Bromley North est desservie : par des trains navettes de Southeastern en provenance ou à destination de la gare de Grove Park.

Installations.
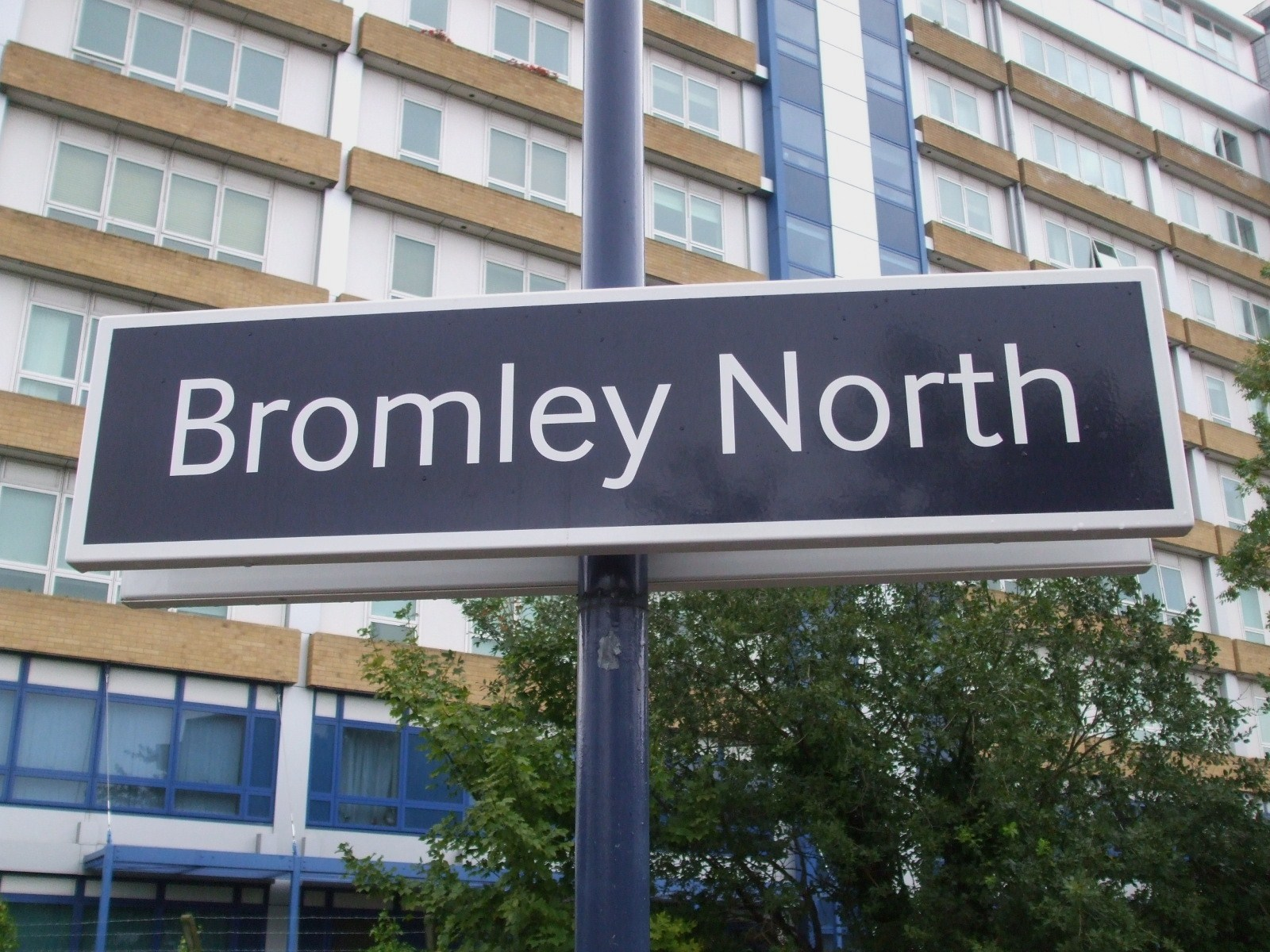
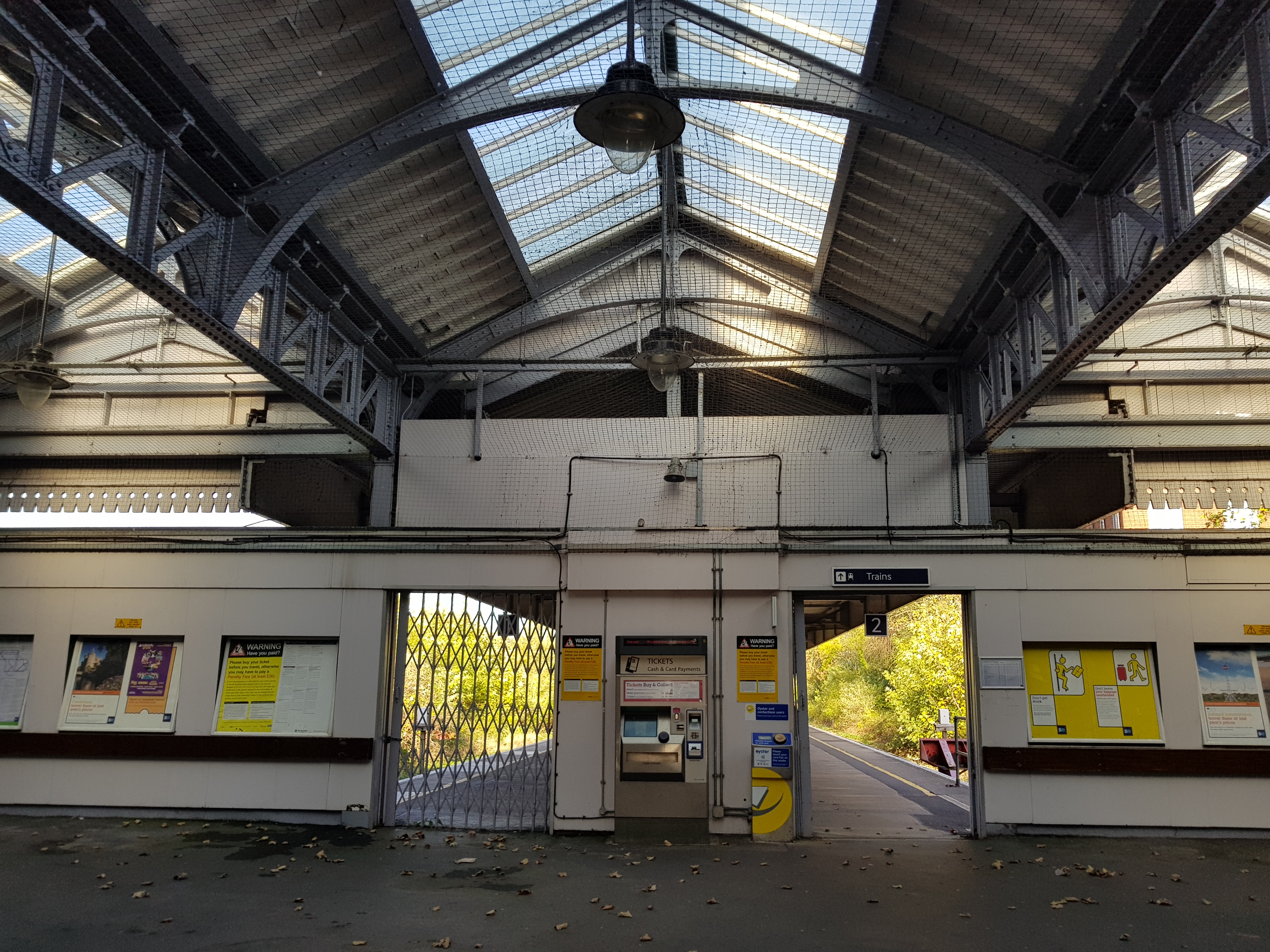
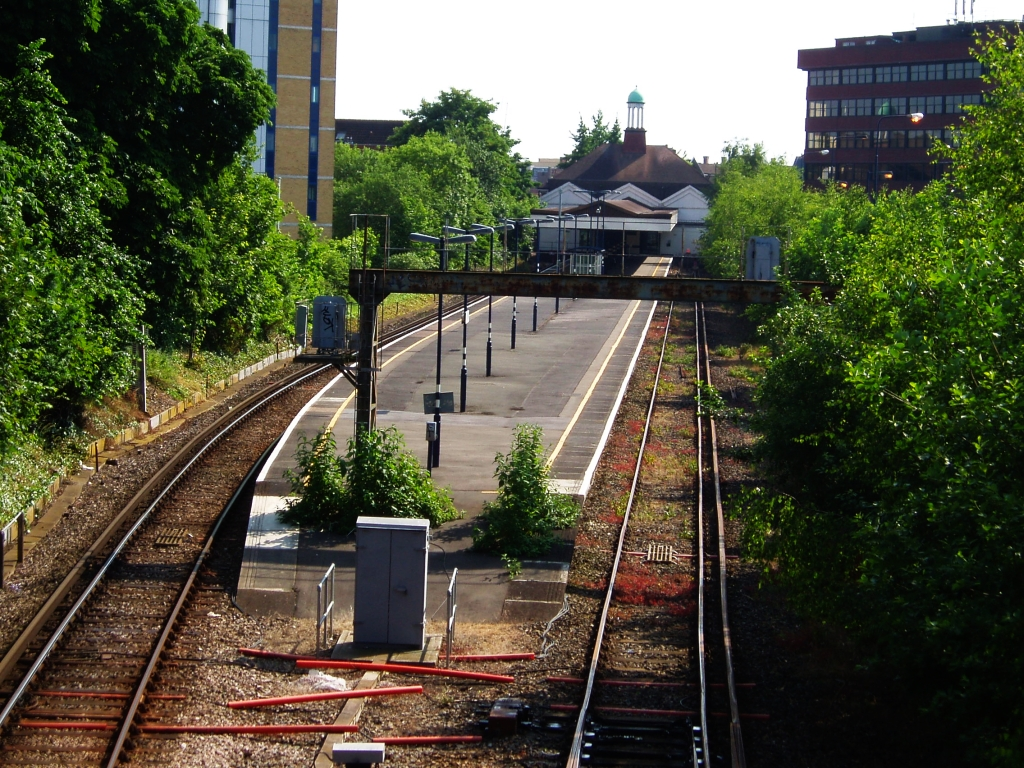

### Intermodalité
La gare est desservie par des autobus de Londres des lignes : 61, 119, 126, 138, 146, 227, 246, 261, 269, 314, 336, 352, 354, 367, 638 et N3.